# Smittoidea curtisensis
Smittoidea curtisensis är en mossdjursart som beskrevs av Gordon 1984. Smittoidea curtisensis ingår i släktet Smittoidea och familjen Smittinidae. Inga underarter finns listade i Catalogue of Life.